# Mirmidó
Mirmidó (en llatí Myrmidon, en grec antic Μυρμιδών) fou un militar atenenc que va viure al segle v aC.
Va dirigir una força de deu mil homes enviada per Ptolemeu I Sòter per sotmetre l'illa de Xipre sota el comandament suprem de Menelau (germà de Ptolemeu) l'any 315 aC. Després va ser enviat a Cària en ajut d'Asandre de Cària contra els generals d'Antígon el Borni, segons diu Diodor de Sicília.